# Hammatoderus
Hammatoderus es un género de escarabajos longicornios de la tribu Lamiini.

## Especies
- Hammatoderus albatus (Bates, 1880)
- Hammatoderus antonkozlovi Botero & Santos-Silva, 2017
- Hammatoderus brunneus (Dillon & Dillon, 1941)
- Hammatoderus colombiensis (Constantino, Benavides & Esteban-Durán, 2014)
- Hammatoderus confusor (Dillon & Dillon, 1941)
- Hammatoderus decorus (Chemsak & Linsley, 1986)
- Hammatoderus elatus (Bates, 1872)
- Hammatoderus emanon (Dillon & Dillon, 1941)
- Hammatoderus garciaorum Santos-Silva & Botero, 2018
- Hammatoderus granulosus (Bates, 1885)
- Hammatoderus inermis (Thomson, 1857)
- Hammatoderus juliae Botero & Santos-Silva, 2017
- Hammatoderus laceratus (Bates, 1885)
- Hammatoderus lacordairei (Thomson, 1860)
- Hammatoderus lingafelteri Botero & Santos-Silva, 2017
- Hammatoderus lunaris (Bates, 1880)
- Hammatoderus maculosus (Bates, 1880)
- Hammatoderus migueli Botero & Santos-Silva, 2017
- Hammatoderus nitidus (Bates, 1874)
- Hammatoderus olivescens (Dillon & Dillon, 1941)
- Hammatoderus ornator (Bates, 1885)
- Hammatoderus pollinosus (Bates, 1880)
- Hammatoderus rubefactus (Bates, 1872)
- Hammatoderus sallei (Thomson, 1860)
- Hammatoderus sticticus (Bates, 1874)
- Hammatoderus thiodes (Bates, 1880)
- Hammatoderus thoracicus (White, 1858)
- Hammatoderus wappesi Santos-Silva & Botero, 2018